# کاروانسرای زکی‌خانی
کاروانسرای زکی‌خانی کاروانسرایی به جا مانده از روزگار زندیان در زرقان، است.
زکی خان برادر مادری کریم خان زند بود که پس از مرگ کریم خان داعیهٔ قدرت طلبی پیدا کرد و برای صد روز پادشاه ایران شد و در آخر در ایزخواست به قتل رسید.
در سال‌های دههٔ ۱۳۰۰ ه. ش کربلایی هدایت حمزوی صاحب این کاروان سرا بود.